# Tadjrouna
Tadjrouna est une commune de la wilaya de Laghouat en Algérie.